# ألين هازن
ألين هازن (بالإنجليزية: Allen Hazen)‏ هو مهندس أمريكي، ولد في 28 أغسطس 1869، وتوفي في 26 يوليو 1930.